# Obake no Q-tarō: WanWan Panic
Obake no Q-tarō: WanWan Panic (オバケのQ太郎 ワンワンパニック Obake no Q-tarō WanWan Panikku, lit. "Q-tarō the Ghost: BowWow Panic") (tên ở Hoa Kỳ là Chubby Cherub) là một phần mềm trò chơi điện tử của Bandai trên nền Famicom/NES. Phiên bản gốc của trò chơi ở Nhật Bản là Obake no Q-tarō: WanWan Panic.